# Wäinö Palmqvist
Wäinö Gustaf Palmqvist, född 16 januari 1882 i Kalajoki, död 14 juni 1964 i Helsingfors, var en finländsk arkitekt.

## Liv och verk
Palmqvist avlade studentexamen 1900 och utexaminerades som arkitekt från Polytekniska institutet i Helsingfors 1905. Efter studierna arbetade han för bland andra Gustaf Nyström och Birger Brunila. Ett statsstipendium han erhöll 1907 möjliggjorde en nio månader lång studieresa runt om i Europa.
Palmqvist drev tillsammans med Einar Sjöström en gemensam arkitektverksamhet från 1910 till 1919. På 1910-talet ritade de bland annat Vasa nations hus Ostrobotnia i Helsingfors och kapellet på Kalevankangas begravningsplats i Tammerfors. Palmqvist grundade sin egen byrå 1919 och under 1920- och 1930-talen utförde han en mängd byggnader i Helsingfors, bland annat Hufvudstadsbladets hus och teatern Capitol, samt industriella byggnader på flera håll i Finland, kyrkorna i Mänttä, Kalajoki, Jämsänkoski och Myllykoski med mera. Han var från 1921 sekreterare i Finlands konstakademi.

## Familj
Wäinö Palmqvist var son till häradsskrivaren Gustaf August Palmqvist och Selma Katharina Ingman. Han var gift två gånger. Första hustrun var Elsa Ruuth, dotter till professor Wilhelm Ruuth; äktenskapet upplöstes i skilsmässa. Andra hustrun var Vivi Candelin.
Palmqvist hade fem barn och sonen Kai Palmqvist (1925-2010) blev även han arkitekt.

## Bilder

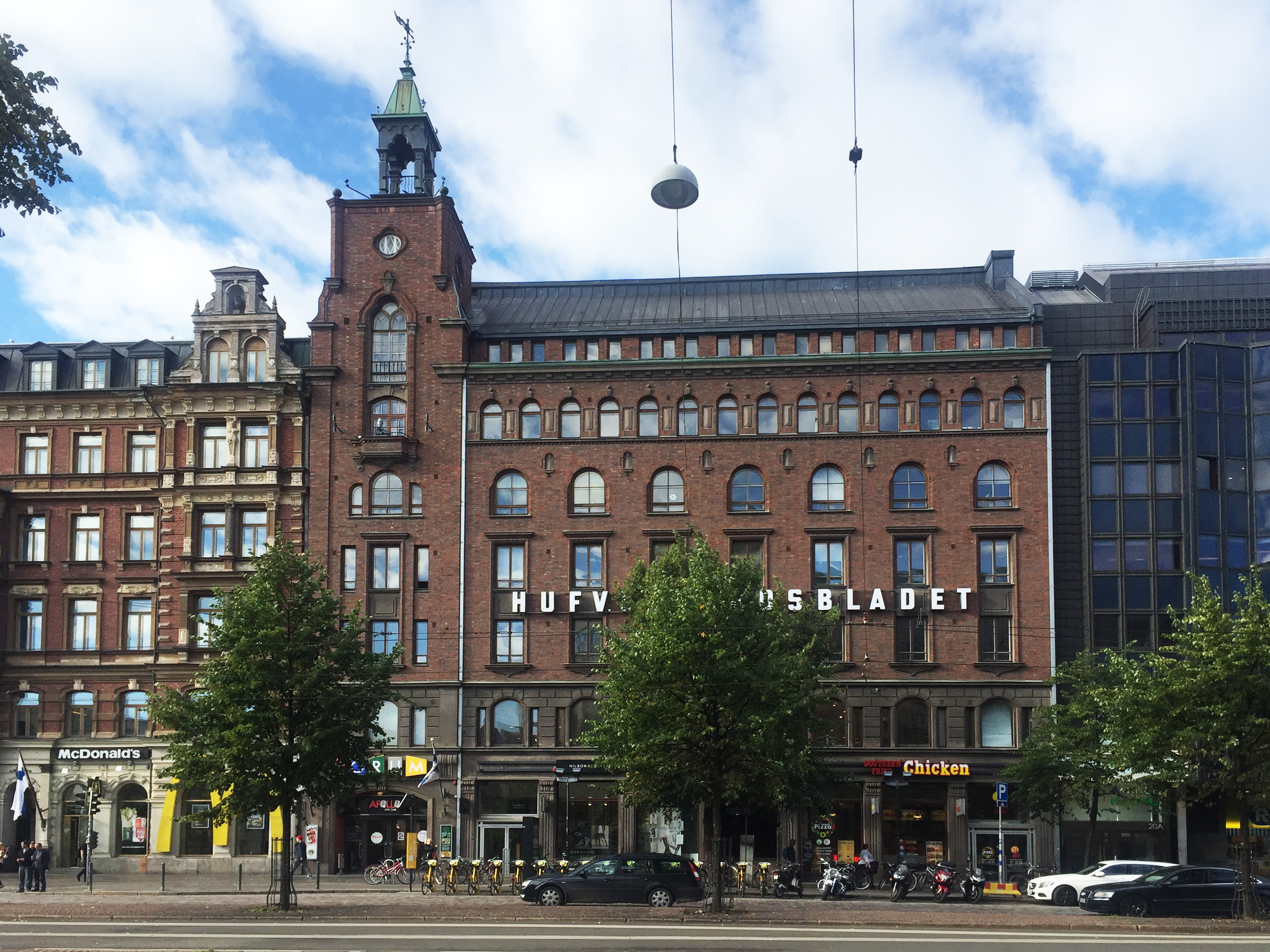
Hufvudstadsbladets hus på Mannerheimvägen Helsingfors
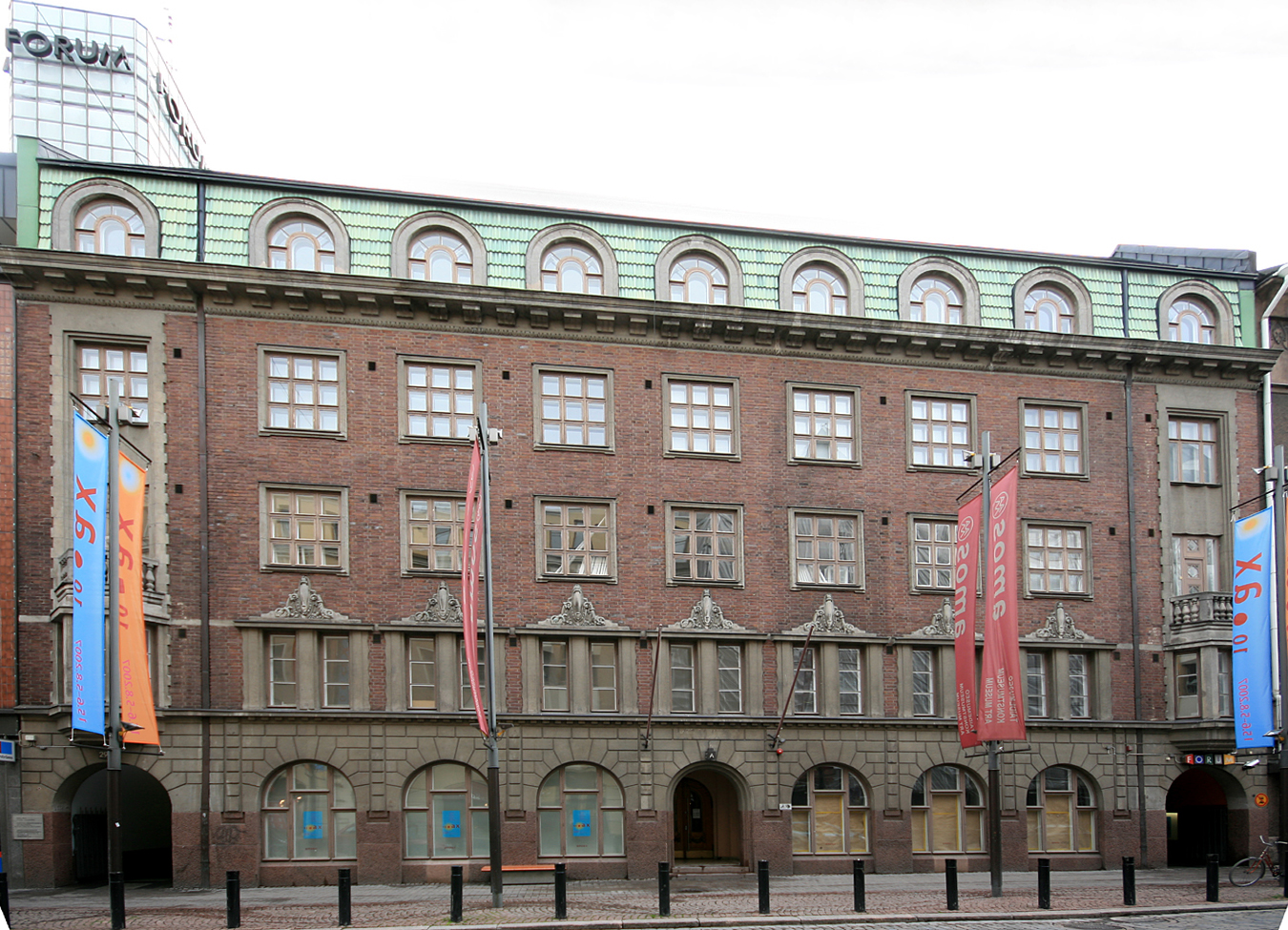
Amos Andersons konstmuseum
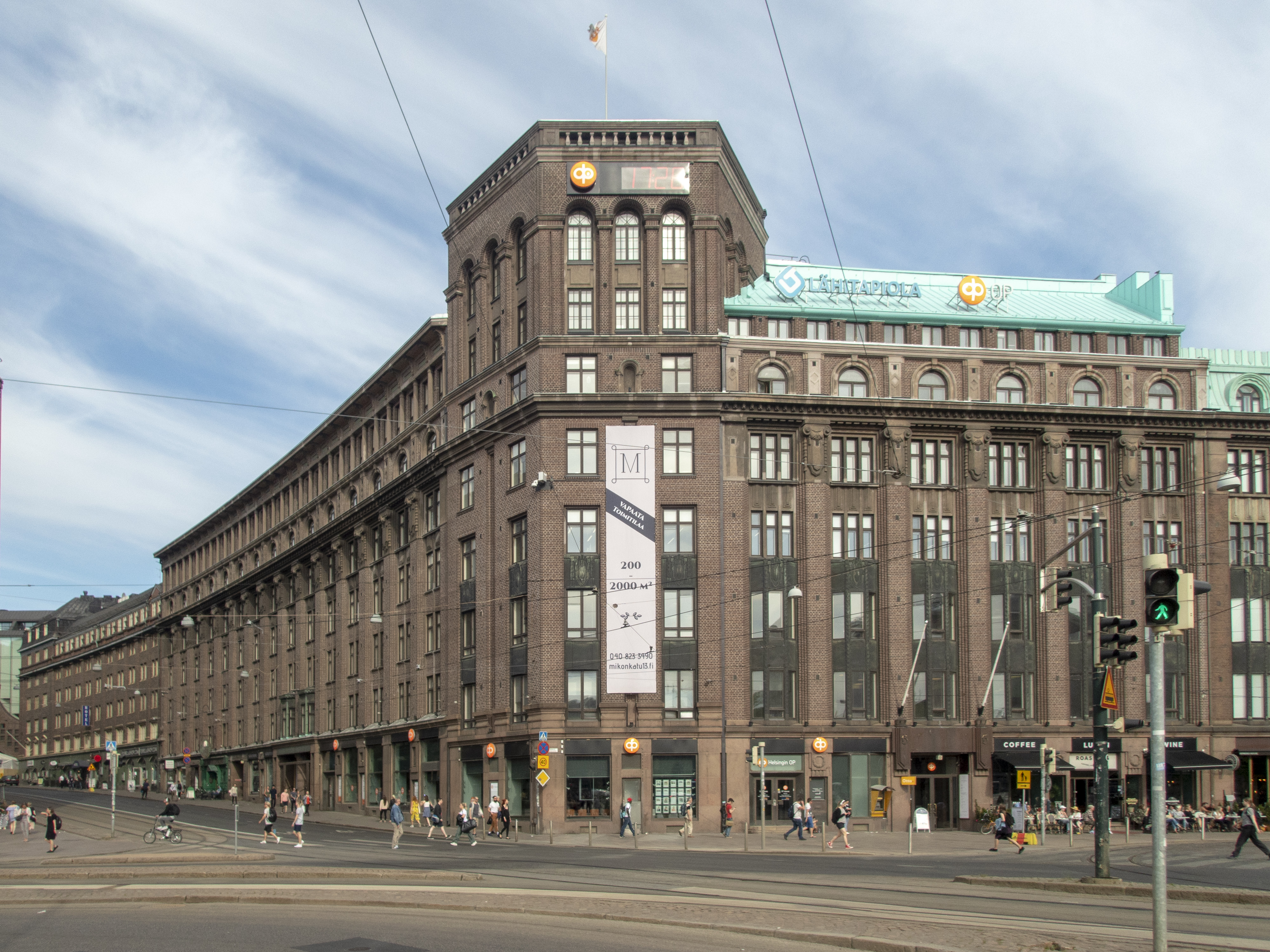
Mikaelsgatan/Brunnsgatan
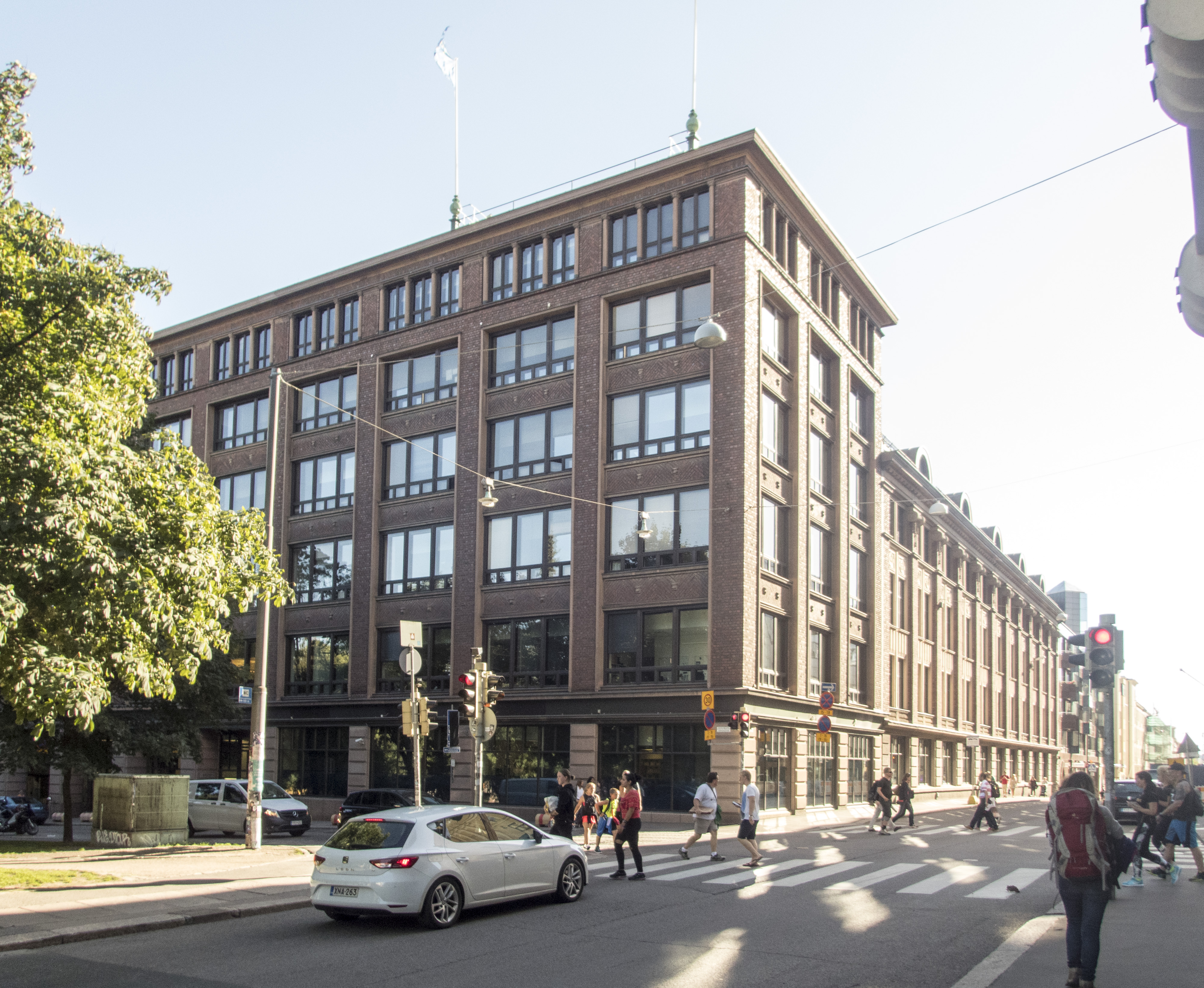
I hörnet av Annegatan och Lönnrotsgatan, Helsingfors
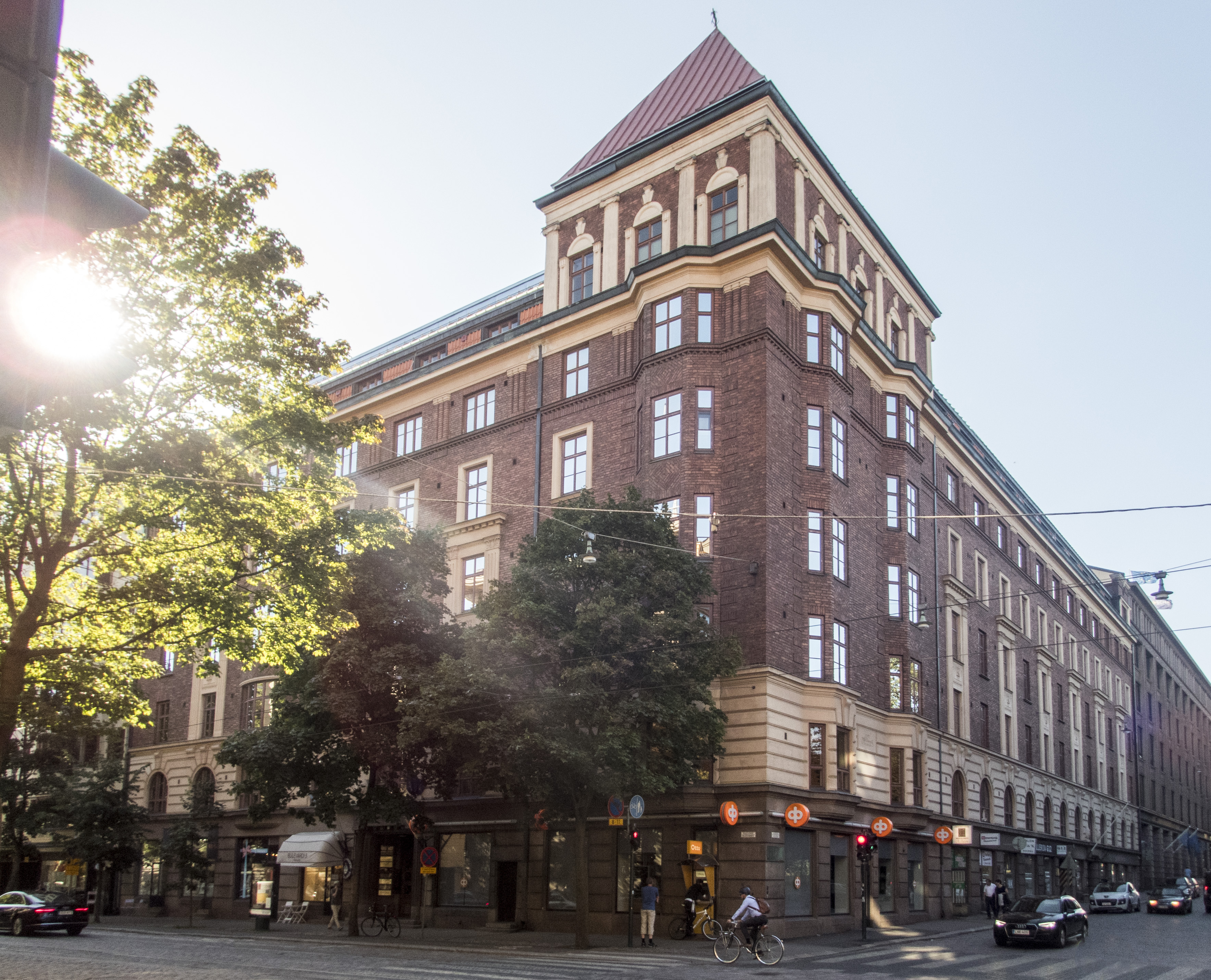
I hörnet av Bulevarden och Annegatan, Helsingfors